# روابط اسرائیل و اندونزی
اسرائیل و اندونزی هیچ رابطه دیپلماتیک رسمی‌ای ندارند، اگرچه روابط تجاری، گردشگری و امنیتی خود را حفظ می‌کنند. در سال ۲۰۱۲، اندونزی از ارتقاء روابط با اسرائیل و افتتاح کنسولگری در رام‌الله صحبت کرد اما این توافق‌نامه هرگز اجرا نشد.
طبق نظرسنجی سرویس جهانی بی‌بی‌سی در سال ۲۰۱۷، ۶۴٪ از اندونزیایی‌ها تأثیر اسرائیل را منفی می‌دیدند، در حالی که فقط ۹٪ نظر مثبت داشتند.
سالانه حدود ۳۰٬۰۰۰ زائر مسیحی از اندونزی به اسرائیل می‌روند و به‌طور متوسط پنج روز را در این کشور می‌گذرانند.

## توافقنامه‌ها
در سال ۲۰۰۸، اندونزی توافق‌نامه همکاری پزشکی با خدمات فوریت‌های پزشکی ملی اسرائیل به ارزش ۲۰۰٬۰۰۰ دلار امضا کرد.
در سال ۲۰۱۲، اندونزی موافقت کرد که روابط خود را با اسرائیل به‌طور غیررسمی ارتقا دهد و یک کنسولگری در رام‌الله، به ریاست یک دیپلمات با درجه سفیر، که همچنین به‌طور غیررسمی به عنوان سفیر کشور خود برای تماس با اسرائیل خدمت می‌کرد، در رام‌الله افتتاح کند. این اقدام که پس از پنج سال مشورت حساس بر سر توافق صورت گرفته بود، نمایانگر ارتقا واقعی روابط دو کشور بود. اندونزی اقدام به افتتاح کنسولگری کرانه باختری را به عنوان نمایشی از حمایت خود از استقلال فلسطین به‌طور رسمی ارائه داده بود. در حقیقت، در حالی که قرار بود دیپلمات دارای درجه سفیر در تشکیلات خودگردان فلسطین / سازمان آزادیبخش فلسطین معتبر باشد، بخش قابل توجهی از کار وی در معاملات با اسرائیل بود و این دفتر وظایف دیپلماتیک و همچنین مسئولیت‌های کنسولی را انجام می‌داد. پس از آنکه اسرائیل در سال ۲۰۱۲ وزیر خارجه اندونزی را از ورود به رام‌الله منع کرد، اندونزی از توافق خارج شد و کنسولگری در رام‌الله افتتاح نشد. با وجود نبودن روابط رسمی دیپلماتیک، اسرائیل و اندونزی بی سر و صدا تجارت، امنیت و سایر روابط را حفظ می‌کنند، اما از زمان متوقف شدن روند صلح خاورمیانه، بی سر و صدا رو به زوال است.

### جهانگردی و مسافرت
شهروندان اسرائیلی دارای شرایط ویزا به اندونزی برای سفرهای توریستی در گروه ورود تک نفره و سفرهای تجاری هستند. برای اندونزیایی‌ها، ویزای توریستی اسرائیل فقط برای سفرهای گروهی از طریق آژانس‌های مسافرتی در دسترس است.. در ماه مه ۲۰۱۸، اندونزی از ورود دارندگان گذرنامه اسرائیلی به این کشور جلوگیری کرد، که اسرائیل متقابلاً آن را جبران کرد، اگرچه برای همه نوع ویزا نیست. یک ماه پس از آن، هر دو کشور ممنوعیت‌های گردشگری خود را تغییر دادند..<